# 葛飾区立常盤中学校
葛飾区立常盤中学校（かつしかくりつ ときわちゅうがっこう）は、東京都葛飾区金町にある区立中学校である。

## 概要
1954年（昭和29年）4月1日に開校。

## 教育目標
- 自ら考え、希望をもって学ぶ生徒
- 他人を思いやり、気品のある心豊かな生徒
- 心身をきたえ、明るく強く伸びる生徒

## クラブ活動

### 運動部
- 野球部
- ソフトボール部
- サッカー部
- 男子バスケットボール部
- 女子バスケットボール部
- 女子バレーボール部
- バドミントン部
- 卓球部
- 陸上部
- 水泳部

### 文化部
- 吹奏楽部
- 合唱部
- EEC（Enjoy English Club）
- 手芸・料理部
- ボランティア部
- 美術部

## 主な出身者
- 大塚雅子（柔道選手）
- 松元克央（競泳選手）
- 成田実生（競泳選手）

## アクセス
- 東日本旅客鉄道常磐緩行線金町駅、京成金町線京成金町駅から徒歩9分（経路案内）
- 京成バス（小55 金町駅-小岩駅）浄水場バス停下車、徒歩5分
- 京成バス（小54 亀有駅-小岩駅）金町車庫前バス停下車、徒歩5分
- 都営バス（草39 金町駅-浅草寿町）新宿郵便局前バス停下車、徒歩5分